# فريدريك جونسون (لاعب كريكت بريطاني)
فريدريك جونسون (26 مارس 1990 في المملكة المتحدة - ) (بالإنجليزية: Frederick Johnson)‏ هو لاعب كريكت بريطاني.

## وصلات خارجية
- فريدريك جونسون على موقع إي آس بي آن كريك إنفو (الإنجليزية)